# Réforme de l'enseignement au collège de 2015
La réforme de l'enseignement au collège de 2015 en France, couramment appelée « réforme du collège », est un projet porté par la ministre de l'Éducation nationale Najat Vallaud-Belkacem.
Le projet s'inscrit dans la poursuite de la refondation de l'École, un des axes du quinquennat de François Hollande, déjà engagée pour l'école primaire par la loi du 8 juillet 2013. Sans remettre en cause la notion de collège unique, la réforme vise à mieux assurer l'enseignement des savoirs fondamentaux en combinant les apprentissages théoriques et pratiques, en favorisant les projets interdisciplinaires, et en donnant une plus grande liberté pédagogique aux enseignants. L'objectif est une mise en place à la rentrée 2016,.
En dépit des critiques exprimées par le personnel politique (y compris au sein du Parti socialiste), par de nombreux intellectuels, syndicats et associations, et malgré une large opposition des enseignants, le gouvernement choisit d'instituer la réforme par décret afin de « ne plus perdre de temps », suscitant les protestations de l'opposition de droite devant un « passage en force » qui coupe court au débat parlementaire.

## Déroulement de la réforme

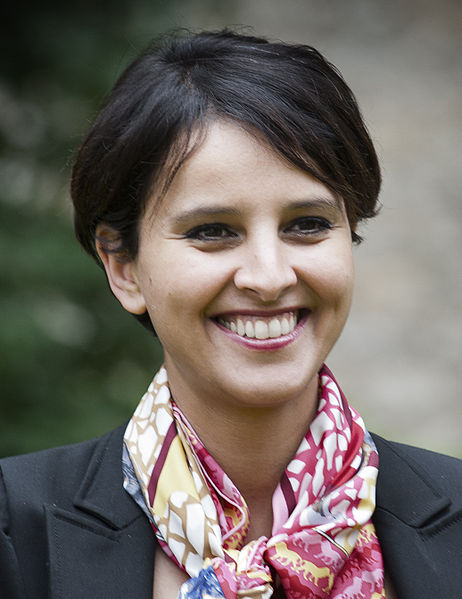
Najat Vallaud-Belkacem, la ministre de l'Éducation nationale, qui porte la réforme.

### Prémices
La ministre justifie la réforme par des constats que le collège est le « maillon faible » du système scolaire, « inégalitaire », « suscitant l’ennui », « le collège aggrave la difficulté scolaire, particulièrement dans les disciplines fondamentales ».

### La préparation du texte
La philosophie du texte prétend lutter contre un « élitisme » scolaire et favoriser l'interdisciplinarité (l'enseignement de plusieurs matières sur un même thème).

### Parcours réglementaire
Le projet a été adopté à une large majorité par le Conseil supérieur de l'éducation le 10 avril 2015 (51 pour, 25 contre, 1 abstention).
Malgré l’opposition des principaux syndicats enseignants réunis dans une intersyndicale représentant 80 % des votes exprimés lors des élections professionnelles de novembre 2014, la ministre de l’Éducation nationale, s’appuyant sur le vote du CSE du 10 avril 2015, déclare : « La réforme a été validée par la communauté éducative, elle s’appliquera ».
La refonte des programmes proposé par le Conseil supérieur des programmes fait l'objet courant mai 2015 d'une large consultation des enseignants. 
Le 9 octobre, la même « communauté éducative », incarnée par le Conseil supérieur de l'éducation (CSE) sur lequel la ministre de l’Éducation nationale s’était appuyé en avril 2015, oppose un désaveu politiquement embarrassant pour Najat Vallaud-Belkacem en rejetant les nouveaux programmes scolaires du CP à la troisième, prévus pour une entrée en vigueur à compter de la rentrée 2016.

### Adoption de la réforme
Au lendemain d'une journée de grève et de manifestations en dépit desquelles le Premier ministre Manuel Valls a annoncé que la réforme serait « mise en œuvre » par un décret « publié le plus rapidement possible », décret et arrêté sont publiés au journal officiel le 20 mai 2015. Le jour même, la ministre de l'Éducation nationale Najat Vallaud-Belkacem justifie par la volonté de « ne plus perdre de temps » une décision qui est perçue comme une « provocation » par le Syndicat national des enseignements de second degré (SNES), tandis que l'opposition parlementaire de droite déplore un « passage en force » et l'absence de débat à l'Assemblée nationale.

## Principales mesures de la réforme
- Création d'« enseignements complémentaires », qui se feront sur l'horaire des matières déjà existantes[12],[13] :
  - D'une part les « enseignements pratiques interdisciplinaires » (EPI) pour les élèves à partir de la classe de 5e. Il s'agit de travail interdisciplinaire. Huit thèmes sont au choix, six d'entre eux au minimum sont à étudier entre la 5e et la 3e) : « Transition écologique et développement durable », « Information, communication, citoyenneté », « Langues et cultures de l’Antiquité », « Langues et cultures étrangères ou, le cas échéant, régionales », « Monde économique et professionnel », « Corps, santé, bien-être[14], sécurité », « Culture et création artistiques » et « Sciences, technologie et société ». Il devrait y avoir au moins 2 heures d'EPI par semaine (de 2 à 3 heures par semaine). Le volume exact sera donc défini localement dans chaque collège et peut varier suivant le niveau. Les heures d'EPI sont incluses dans les horaires des disciplines[15]. Il s'agit de créer au Collège le pendant des TPE alors en place au Lycée, afin de diffuser la pédagogie de projet[16]. La grande liberté d'organisation s'inscrit quant à elle dans l'évolution vers une plus grande autonomie des établissements.
  - D'autre part du temps d'accompagnement personnalisé, lui aussi inclus dans les horaires des disciplines impliquées (officiellement obligatoire pour les élèves, mais optionnels pour les enseignants, qui doivent pour les assurer, accepter de sacrifier une partie du temps auparavant consacré à l’enseignement de la discipline)[15].

- Avant la réforme, le latin et le grec étaient des options facultatives, choisies à partir de la classe de 5e (par 18 % des élèves en moyenne). La réforme prévoyait initialement de supprimer cette option, premièrement en rajoutant une partie de son contenu dans les cours de français (« initiation à l’étude des langues anciennes »), deuxièmement en intégrant le latin et le grec dans l'un des EPI nouvellement créés[17]. Ayant suscité de nombreuses critiques, ce point est finalement amendé : une option langue ancienne pourra toujours exister, mais sur décision interne à l'établissement, avec un volume d'heures réduit (1 heure en 5e et 2 heures en 4e et en 3e)[3],[18] et à condition que l'EPI correspondant soit mis en place dans l'établissement[19],[13].

- Les classes bilingues et européennes sont supprimées. Celles-ci permettaient d'apprendre deux langues vivantes dès l'entrée au collège et concernaient 13 % des élèves. En contrepartie, la réforme prévoit que tous les élèves commencent une deuxième langue à partir de la 5e (au lieu de la 4e comme auparavant). Le nombre d'heures de cours passe de 3 heures à 2 heures et demie par semaine[3],[20]. L'application de la réforme ne dit pas, pour l'instant, ce qu'il en est des élèves qui seront en 4e et en 3e pendant l'année scolaire 2016-2017 et qui n'ont pas bénéficié de la deuxième langue vivante en 5e[Passage à actualiser].

- Création de 4 000 emplois équivalent temps plein[20].

- Renouvellement des programmes sur tous les niveaux, en rupture avec l’application progressive qui s’était toujours fait jusqu’alors. Jusqu’à la réforme des programmes de 2008, un élève qui commençait sa scolarité sur un ensemble cohérent de programmes, la finissait sur le même ensemble de programmes. Avec la réforme de 2016, un élève de cinquième, qui aura par exemple commencé sa scolarité sur la base des programmes de 2008, devra poursuivre sur la base des programmes de 2016, sans avoir suivi la progression des nouveaux programmes depuis le CP, et sans rattrapage.

## Soutiens

### Syndicats
Les syndicats réformistes UNSA Éducation et Sgen-CFDT, les syndicats lycéens SGL et UNL et le syndicat étudiant de l'UNEF soutiennent la réforme. Ils ont appelé à voter « pour », lors de la consultation du Conseil supérieur de l'éducation. La direction de la fédération de parents d'élèves FCPE la soutient également, mais la non réélection, fin mai 2015, de son président sortant, Paul Raoult, est analysée par la presse comme une condamnation du soutien affiché de l'équipe dirigeante à la réforme du collège, laissant entendre que la majorité des adhérents y sont en fait opposés,.
Pour le Sgen-CFDT plus particulièrement, la réforme est le moyen de lutter contre les dérives du collège actuel dont les résultats se dégradent. En ce sens, elle peut permettre de combattre l'échec scolaire qui touche notamment les élèves les plus en difficulté. Si elle était fondée sur le respect et la reconnaissance des enseignants, elle pourrait peut-être renforcer d'une part les structures d'aide bénéfiques pour les élèves les moins soutenus par leur milieu familial. D'autre part, elle pourrait instaurer des projets collectifs (EPI) susceptibles de renforcer leur motivation.

### Intellectuels
Un texte intitulé Contre l'école inégalitaire, vive le collège du XXIe siècle, signé par un collectif de chercheurs et d'intellectuels, soutient la réforme. Ce collectif est composé de personnalités comme le pédagogue Philippe Meirieu, l'historien Jean Baubérot, le psychiatre Boris Cyrulnik, l'écrivain Hervé Hamon, l'historien Philippe Joutard et Pierre Léna, président d'honneur de la fondation La main à la pâte. Ils partent du constat suivant : « le collège actuel n'est ni unique, ni juste et encore moins efficace ». La réforme proposée va dans donc pour eux dans le sens d'une répartition plus juste des moyens qui permettra de lutter contre les inégalités. En se fondant sur les textes réglementaires de la réforme, ils soulignent que l'enseignement « Langues et cultures de l'Antiquité » pourra être suivi par tous les élèves du collège au lieu d'une minorité actuellement. Par ailleurs, le travail en petits groupes permet de mieux accompagner les élèves en difficulté. 
L'historien Antoine Prost rappelle que l’intelligentsia française est depuis le début des années 1970 systématiquement hostile à toute réforme de l'école française. Selon lui, cette attitude est due au fait que les intellectuels se documentent peu sur les questions scolaires et qu'ils refusent par principe toute évolution du modèle de l'école des années 1950.

## Oppositions
Le projet de réforme est l'objet de nombreuses critiques (enseignants, syndicats, personnalités politiques, intellectuels), qui dépassent parfois son cadre pour remettre en cause l'enseignement de l'histoire de façon générale ou encore la refonte des programmes. Cette dernière est censée être mise en œuvre au même moment (septembre 2016). Elle a été commandée indépendamment de la réforme par le ministère à une instance autonome, composée d'experts et de parlementaires, le Conseil supérieur des programmes (CSP), sur une initiative prise par l'ancien ministre de l'Éducation nationale Vincent Peillon.
Les principales critiques portent sur :
- la réorganisation de l'option latin et de grec, qui ne sera pas forcément proposée par tous les établissements, qui n'a plus de texte de programme et qui portera sur moins d'heures[27].
- la suppression des classes bilangues. Leurs défenseurs arguent que leur existence a permis d'arrêter la désaffection des élèves pour l'allemand et que leur suppression aggraverait la situation (un quart des élèves de collège avaient choisi l'allemand dans les années 1990, contre 15 % dans les années 2010). Cette critique a été reprise par Susanne Wasum-Rainer, ambassadrice d'Allemagne en France. Najat Vallaud-Belkacem a déclaré que leur suppression visait à réduire l'élitisme à l'école, en proposant « des classes bilangues pour tous dès la 5e » ; a contrario, ses opposants dénoncent une conception égalitariste de l'éducation et défendent le maintien de cursus réservés aux meilleurs élèves[3].
- la réforme des programmes. Même si celle-ci n'est pas liée directement à la réforme du collège, elle est régulièrement dénoncée puisqu'elle sera appliquée en même temps. L'enseignement de l'islam était déjà obligatoire en cours d'histoire (en 5e) mais les critiques se concentrent sur la création d'enseignements facultatifs, où passera le christianisme médiéval (module facultatif en 5e) et les Lumières (module facultatif en 4e « Un monde dominé par l’Europe : empires coloniaux, échanges commerciaux et traites négrières », bien qu'elle sera évoquée en filigrane, de manière obligatoire, dans le cours sur la Renaissance et l'Époque moderne). Les débuts du christianisme seront désormais enseignés en 6e[3].
- le manque d'ambition des programmes scientifiques[28].
- le bouleversement du programme de Français, avec la disparition de tout auteur ou œuvre[29] et la réapparition de contraintes pédagogiques.

### Enseignants
Des enseignants en zones d'éducation prioritaire (ZEP) déclarent que l'existence des classes bilangues et de l'option latin sont un moyen de juguler la fuite des meilleurs élèves de leurs établissements et critiquent de ce fait la réforme.
Au début du mois de juin 2015, un sondage réalisé par l'Ifop pour le compte de l'association SOS Éducation indique que près de trois enseignants du secondaire sur quatre se disent opposés à la réforme.

### Partis politiques
- UMP-UDI : 
  - Sur l'initiative du député UMP Bruno Le Maire, 150 parlementaires ont envoyé une lettre au président de la République François Hollande pour lui demander de retirer la réforme, qu'ils considèrent comme un « naufrage » pour la nation. Ils dénoncent « une majorité de gauche qui propose de couper la langue française de ses racines en réduisant l'enseignement du latin à de simples notions de civilisation », « de rendre facultatif l'enseignement des Lumières au collège » et « de fragiliser l'apprentissage de l'allemand en France en supprimant les classes bilangues »[31].
  - François Fillon, député et ancien Premier ministre, considère qu'une réforme était nécessaire mais que celle présentée ne va pas dans le bon sens : « on noie l'enseignement du latin, matrice de notre civilisation. Avec une suppression des sections européennes et classes bilangues, non seulement nous rompons notre accord avec Berlin, mais nous retirons à nos enfants un atout pour travailler dans l'Europe de demain »[32].

- MoDem :
  - François Bayrou, président du MoDem, agrégé de lettres classiques, déplore que l'enseignement des langues anciennes ne soit plus une discipline à part : « c'est une atteinte profonde à quelque chose de précieux, les enfants venant de milieux non favorisés ne pourront plus recevoir à l'école ce que jusqu'à maintenant, on leur offrait ». Il estime qu'il faut « retirer la réforme » et en « reconstruire une différente »[33].

- PS :
  - Jean-Marc Ayrault, député et ancien Premier ministre, s'inquiète de la réforme, notamment en tant qu'ancien professeur d'allemand[34].
  - Aurélie Filippetti, députée et ancienne ministre de la Culture, agrégée de lettres classiques, déclare : « Moi je partage ces inquiétudes aussi bien concernant les langues anciennes, puisque je suis comme François Bayrou, on est agrégés de lettres classiques donc on a eu la chance de découvrir les charmes du latin et du grec. Et sur les langues vivantes, je regrette profondément la suppression des classes bi-langues, où, dès la sixième, les élèves avaient deux langues en apprentissage. Je pense que c'est une erreur [de les supprimer]. On nous dit que l'on va compenser car on va apprendre une deuxième langue dès la cinquième mais comme le volume horaire global n'augmente pas, finalement ça va être une perte sèche pour tous ceux qui avaient la chance d'aller dans les classes bi-langues », considérant que les premiers bénéficiaires de ces enseignements « ne sont pas que les élèves des milieux favorisés », comme l'affirme la ministre de l'Éducation nationale. Elle rajoute : « Je suis vraiment très inquiète que le latin et le grec disparaissent nommément puisque c'est transformé en « langues et cultures de l'Antiquité ». Le latin et le grec, c'est notre patrimoine commun »[35].
  - Jack Lang, ancien ministre de l'Éducation nationale, s'il soutient la personnalité de Najat Vallaud-Belkacem, regrette « que les langues anciennes dans la réforme proposée risquent d'être asphyxiées. Je suis pour l'enseignement du latin et du grec inscrit pleinement comme matière dans les cycles du collège. J'ai moi-même créé les classes européennes qui sont suivies par 20 % d'élèves, c'est un grand succès ! Pourquoi décapiter ces classes européennes ? Ce n'est pas en décapitant le meilleur, les filières d'excellence, que l'on peut construire une école de l'égalité et de la démocratie. Je serais ministre, je prendrais ma plume après avoir lu attentivement le conseil des programmes et je les réécrirais[32] ».

- FN :
  - Marine Le Pen, présidente du FN, dénonce une « catastrophe pédagogique » et veut proposer des solutions pour « redresser notre école », par exemple « la suppression du collège unique », la suppression du principe d'interdisciplinarité au collège et au lycée, la redistribution des heures au profit des fondamentaux et le rétablissement de l'autorité du maître. Elle critique notamment le fait que « 486 heures d'enseignements disciplinaires sont perdues sur le cursus complet du collège, une véritable hécatombe » et que la réforme s'effectue « au profit d'une interdisciplinarité toujours plus idéalisée, mais toujours plus abstraite dans son fonctionnement »[36].

- MRC :
  - Jean-Pierre Chevènement, ancien ministre de l'Éducation nationale de François Mitterrand, considère que la réforme procède d'un « égalitarisme niveleur ». Concernant la révision des programmes d'histoire, il déclare : « Je défends le récit national, qui doit être objectif. La France est une personne, qui évolue d'âge en âge : il faut apprendre son histoire, parce qu'autrement comment donner aux jeunes issus de l'immigration l'envie de s'intégrer à un pays qui passe son temps à se débiner tous les jours ? »[37].

- Parti de Gauche :
  - Le Parti de Gauche communique régulièrement contre cette réforme, y voyant une territorialisation de l’éducation et une baisse d'ambition éducative[38], et apporte son soutien aux grèves et manifestations des syndicats de personnels de l’Éducation nationale.

- Autres :
  - Les 59 députés du groupe d'amitié France-Allemagne de l'Assemblée nationale ont écrit à Najat Vallaud-Belkacem pour défendre l'apprentissage de l'allemand[34]. Maria Böhmer, ministre allemand auprès des Affaires étrangères, déplore de son côté l'abandon des classes bilangues qui ont permis de stabiliser le nombre d'apprenants de l'allemand autour de 15 % dans les collèges français depuis l'adoption de cette mesure en 2000[39].

### Syndicats et associations
- La FSU, FO, le SNALC, la CGT et SUD Éducation (qui avaient obtenu 80 % des voix lors des dernières élections professionnelles) ont appelé à une grève le 19 mai 2015, ainsi qu'à d'autres manifestations (le 11 juin 2015[40] aussi). Ils ont voté contre le projet lors d'un vote consultatif de la communauté éducative, qui s'est néanmoins retrouvé positif grâce au soutien des syndicats réformistes. Ils critiquent notamment un projet « fondé sur l'autonomie des établissements et la multiplication des hiérarchies intermédiaires sous l'autorité du chef d'établissement » et une « mise en concurrence » entre disciplines, enseignants et établissements[20].  L'intersyndicale appelle à une nouvelle grève le 26 janvier 2016.
- Frédéric Auria, président de l'Association pour le développement de l’enseignement de l’allemand, déclare : « l'effet, il est clair. Avec à peu près 90 %, même un peu plus, des élèves qui font allemand en France et qui sont en classe bilangue, ça veut dire qu'on supprime l'allemand »[34].

### Intellectuels
- Alain Finkielkraut : le philosophe et académicien considère que « la réforme du collège n'est pas progressiste, elle est destructrice ». « Il n'appartient pas à l'école républicaine de combattre toutes les inégalités, mais d'assurer, autant que faire se peut, l'égalité des chances pour donner à chacun sa juste place selon ses aptitudes et son mérite »[41].
- Pierre Nora : l'historien déclare : « ces programmes portent à l’évidence la marque de l’époque : une forme de culpabilité nationale qui fait la part belle à l’Islam, aux traites négrières, à l’esclavage et qui tend à réinterpréter l’ensemble du développement de l’Occident et de la France à travers le prisme du colonialisme et de ses crimes. Faire de l’humanisme et des Lumières un thème facultatif, alors qu’il est central, est à cet égard très significatif ». « L’ensemble manque de cohérence. Il aurait fallu une déclaration d’orientation intellectuelle et politique nette et claire. Les programmes ont une bonne inspiration : le retour à la chronologie, mais à l’intérieur d’une mosaïque de thèmes, qui ne forment pas une unité dynamique »[42].
- Le professeur au collège de France et académicien Marc Fumaroli dénonce « un coup de grâce » pour le latin et le grec. Le philosophe de gauche Michel Onfray écrit : « avec les nouveaux programmes d'histoire : Islam obligatoire, Lumières facultatives. Michel Houellebecq sourit dans son coin… ». L'universitaire Régis Debray prophétise pour sa part la fin programmée du latin, le tout-anglais, l’école devenant un lieu qui « reproduirait tous les vices du monde extérieur : le zapping, le surfing, le cocooning, le packaging, le marketing ». Enfin, le sociologue Jean-Pierre Le Goff critique « les petits idéologues qui gravitent autour de Najat Vallaud-Belkacem, et profitent de l'école pour installer un meilleur des mondes à leur mesure »[43].
- Le professeur de philosophie et ancien ministre de l'Éducation nationale Luc Ferry compare la suppression des classes de latin : « C'est comme si on disait : « comme les grandes écoles ont de meilleurs résultats que les universités, on va supprimer les grandes écoles » »[44].
- Pour Bérénice Levet, la réforme du collège achève la transformation de l'école comme instance de transmission « en centre d'animations », les professeurs devenant de « gentils organisateurs d'activités culturelles et « ludiques ». »[45]
- D'autres intellectuels condamnent la réforme, tels Alain de Benoist, Pascal Bruckner[46], Jacques Julliard[47] ou encore Danièle Sallenave[48].

### Réactions gouvernementales
Najat Vallaud-Belkacem considère que ces critiques sont issues de « pseudos-intellectuels » et, selon le Premier ministre Manuel Valls, que leurs arguments sont des « contre-vérités, […] des fantasmes, des peurs », provoquant des réactions indignées dans les médias et une dénonciation d'un mépris à leur égard, le journaliste Bruno Roger-Petit écrivant même : « les voilà tous deux loin de Mendès France, qui disait : « en démocratie, il faut d’abord convaincre » »,.
À la suite de ces critiques, la ministre et le Conseil supérieur des programmes reviennent néanmoins fin septembre sur certains points polémiques de la réforme : en histoire, la distinction entre « thèmes obligatoires » et « thèmes au choix » disparait et la polémique engendrée par la place de l'islam et de la chrétienté aboutit à la création d'un module « Chrétientés et Islam (VIe-XIIIe siècles) ». Par ailleurs, le jargon pédagogique qui avait suscité des railleries (« milieu aquatique standardisé » pour « piscine ») a été limité. Ces retouches de la réforme ont provoqué des critiques dans le milieu éducatif de gauche. Malgré ces concessions, le Conseil supérieur de l'éducation (CSE) sur lequel la ministre de l’Éducation nationale s’était appuyé en avril 2015, oppose un désaveu politiquement embarrassant pour Najat Vallaud-Belkacem en rejetant les nouveaux programmes scolaires du CP à la troisième. Ce désaveu a été suivi par une nouvelle manifestation, sur les points clefs de la réforme, le 10 octobre 2015, réunissant 80 % des représentants syndicaux, classés à gauche comme à droite.

## Réforme liée
Fin 2015, était envisagé un nouvel arrêté ministériel concernant le diplôme du brevet. Le premier projet verrait la disparition des trois épreuves (français, mathématiques et histoire-géographie) pour deux épreuves écrites interdisciplinaires (une de français, histoire-géographie et éducation civique ; une de mathématiques, SVT et technologie) et une épreuve orale sur un projet mené en cours d'année dans le cadre des EPI. Serait également ajoutée une note de contrôle continu. La notation évolue, supprimant le zéro en cas de non-maîtrise des connaissances. Les syndicats d'enseignants SNES et SNALC parlent d'une « usine à gaz ».

## Suites

### Enseignement de l'allemand: maintien de certaines classes bilingues
En janvier 2016, à la suite de la prise en compte de l'inquiétude des professeurs d'allemand, le ministère de l'Éducation nationale annonce que les classes bilangues ne sont finalement pas toutes supprimées. Leur maintien se fera selon l'avis du recteur. Ainsi, 100 % de celles situées à Paris sont maintenues, contre seulement 5 % à Caen et à Lille. Cette volte-face suscite des critiques, reprochant à la ministre de creuser encore plus les inégalités entre zones géographiques alors qu'il aurait selon elles fallu maintenir toutes les classes bilangues.
En 2016, selon une enquête d'enseignants, le nombre d'élèves apprenant l'allemand au collège serait, par rapport à 2015, en baisse de 8 %. L'Association pour le développement de l'enseignement de l'allemand en France (Adeaf) y voit la conséquence de la réforme du collège, avec la fermeture des classes bilangues dans plusieurs régions. Par ailleurs, la mise en place de la réforme aurait conduit à la suppression de 40 % des classes de grec dans les collèges qui le proposaient. Dans l'ensemble, la réforme reste au premier semestre de l'année 2016-2017 appliquée a minima selon les syndicats SNES et SNALC.

### Abrogation partielle par Jean-Michel Blanquer
Dès son arrivée au ministère de l'Éducation nationale en mai 2017, la première action de Jean-Michel Blanquer est de revenir sur une partie de la réforme en publiant un décret qui rétablit les classes bilangues, renforce les langues anciennes, rend facultatifs les enseignements pratiques interdisciplinaires et augmente l'autonomie des établissements.